# Jacques Janse Van Rensburg
Jacques Janse Van Rensburg (Springs, 6 de septiembre de 1987) es un ciclista sudafricano.
Debutó como profesional en 2006, con un equipo de su país, el Konica Minolta. En 2011 fichó por el equipo español del Burgos 2016-Castilla y León, en el que permaneció solo un año; antes de volver a su país con el MTN Qhubeka, equipo en el que permaneció hasta su retirada del ciclismo en ruta en 2019 para competir en MTB a partir de 2020.

## Palmarés
2008
- 2.º en el Campeonato de Sudáfrica en Ruta

2012
- Tour de Eritrea, más 1 etapa

2014
- Mzansi Tour, más 1 etapa

2015
- Campeonato de Sudáfrica en Ruta
- 3.º en el Campeonato Africano en Ruta

2018
- 2.º en el Campeonato de Sudáfrica en Ruta

## Resultados en Grandes Vueltas y Campeonatos del Mundo
| Carrera         | Carrera         | 2006 | 2007 | 2008 | 2009 | 2010 | 2011 | 2012  | 2013 | 2014 | 2015 | 2016 | 2017 | 2018 | 2019 |
| --------------- | --------------- | ---- | ---- | ---- | ---- | ---- | ---- | ----- | ---- | ---- | ---- | ---- | ---- | ---- | ---- |
|                 | Giro de Italia  | —    | —    | —    | —    | —    | —    | —     | —    | —    | —    | —    | 36.º | 78.º | —    |
|                 | Tour de Francia | —    | —    | —    | —    | —    | —    | —     | —    | —    | 51.º | —    | —    | —    | —    |
|                 | Vuelta a España | —    | —    | —    | —    | —    | —    | —     | —    | 59.º | —    | Ab.  | 82.º | —    | —    |
| Mundial en Ruta | Mundial en Ruta | —    | —    | —    | —    | —    | —    | 118.º | —    | Ab.  | —    | —    | —    | Ab.  | —    |

—: no participa

Ab.: abandono

## Equipos
- Team Konica Minolta (2006)[2]
- Team Neotel (2007-2008)[3]
- Trek-Marco Polo Cycling Team (2009)
- Burgos 2016-Castilla y León (2011)
- MTN-Qhubeka/Dimension Data (2012-2019)
  - MTN-Qhubeka (2012-2015)
  - Dimension Data (2016-2019)